# 馬努里島
64°27′S 62°50′W / 64.450°S 62.833°W
馬努里島（Manoury Island），是南極洲的島嶼，位於甘德島以南3公里，處於紹萊爾特海峽北端，屬於帕默群島的一部分，由讓-巴蒂斯特·夏古率領的法國探險隊繪入地圖，現時由南極條約體系管理。